# Tracii Guns
Tracii Guns (rojstno ime Tracy Richard Ulrich), ameriški metal kitarist, * 20. januar 1966, Los Angeles, ZDA.
Znan je predvsem kot ustanovitelj glam metal skupine L.A. Guns. Z združitvijo L.A. Guns in Hollywood Rose je kasneje nastala skupina Guns N' Roses v kateri je bil Guns glavni kitarist, a ga je na tem mestu kmalu zamenjal Slash.